# Onosma sorgeri
Onosma sorgeri är en strävbladig växtart som beskrevs av Herwig Teppner. Onosma sorgeri ingår i släktet Onosma och familjen strävbladiga växter. Inga underarter finns listade i Catalogue of Life.